# メモリアルヒット曲集 '70 真夏の青春
『メモリアルヒット曲集 '70 真夏の青春』は、1970年11月21日に吉田拓郎（当時の名前はよしだたくろう）がリリースしたアルバムである。

## 解説
- 朝日ソノラマの雑誌の付録として雑誌についていたものを集め発売したもの。ソノシート3枚組
- すべて作詞・作曲をよしだたくろうが担当している。
- CD化はされていない

## 収録曲
全作詞・作曲:よしだたくろう。 
1. 青春の詩
2. 野良犬のブルース
3. 灰色の世界
4. 基地サ
5. こうき心
6. 自殺の詩
7. 兄ちゃんが赤くなった
8. 自由は
9. 静
10. 恋の歌
11. 僕一人